# Nicolás Franco (calciatore)
Nicolás Franco (Azul, 29 aprile 1996) è un calciatore argentino, attaccante del Colegiales.

## Caratteristiche tecniche
È un centravanti.

## Carriera
Cresciuto nel settore giovanile del River Plate, debutta fra i professionisti il 4 settembre 2017 con la maglia dell'Aldosivi in occasione dell'incontro di Copa Argentina perso 1-0 contro il Vélez Sarsfield.

## Statistiche

### Presenze e reti nei club
Statistiche aggiornate al 15 agosto 2021.
| Stagione        | Squadra           | Campionato      | Campionato | Campionato | Coppe nazionali | Coppe nazionali | Coppe nazionali | Coppe continentali | Coppe continentali | Coppe continentali | Altre coppe | Altre coppe | Altre coppe | Totale | Totale |
| Stagione        | Squadra           | Comp            | Pres       | Reti       | Comp            | Pres            | Reti            | Comp               | Pres               | Reti               | Comp        | Pres        | Reti        | Pres   | Reti   |
| --------------- | ----------------- | --------------- | ---------- | ---------- | --------------- | --------------- | --------------- | ------------------ | ------------------ | ------------------ | ----------- | ----------- | ----------- | ------ | ------ |
| lug.-dic. 2016  | Freamunde         | LdH             | 0          | 0          | CP+CdL          | 0               | 0               |                    | -                  | -                  |             | -           | -           | 0      | 0      |
| 2017-2018       | Aldosivi          | PN              | 8          | 0          | CA              | 1               | 0               |                    | -                  | -                  |             | -           | -           | 9      | 0      |
| 2018-2019       | Nueva Chicago     | PN              | 21         | 9          | CA              | 0               | 0               |                    | -                  | -                  |             | -           | -           | 21     | 9      |
| 2019            | Oriente Petrolero | LFPB            | 17         | 7          |                 | -               | -               |                    | -                  | -                  |             | -           | -           | 17     | 7      |
| 2020            | Peñarol           | PD              | 1          | 0          |                 | -               | -               | CL+CS              | 0                  | 0                  |             | -           | -           | 1      | 0      |
| 2021            | Patronato         | PD              | 4          | 0          | CA+CdL          | 1+5             | 0               |                    | -                  | -                  |             | -           | -           | 10     | 0      |
| Totale carriera | Totale carriera   | Totale carriera | 51         | 16         |                 | 7               | 0               |                    | 0                  | 0                  |             | -           | -           | 58     | 16     |